# Онуфрій (Легкий)
Митрополит Онуфрій (справжнє ім'я Олег Володимирович Легкий; 27 березня 1970, Ходорів, Львівська область) — архієрей Української Православної Церкви (УПЦ), митрополит Харківський і Богодухівський.

## Біографія
Народився 27 березня 1970 в Ходорові в сім'ї священника Володимира Легкого.
У 1986 закінчив музичну школу за класом фортепіано, 
У 1987 — середню школу і почав працювати експедитором у Львівському єпархіальному управлінні РПЦ.
У вересні 1989 переїхав зі Львова до Харкова разом із митрополитом Никодимом (Руснаком), а в жовтні почав працювати в Харківському єпархіальному управлінні РПЦ на тій самій посаді.
28 серпня 1990 висвячений митрополитом Харківським і Богодухівським Никодимом (Руснаком) у диякона. 
4 жовтня 1992 висвячений у сан ієрея. 
У 1993 закінчив Одеську духовну семінарію. 
У цьому ж році возведений у сан протоієрея. 
У 1998 закінчив Київську духовну академію.
Керував будівництвом храму-пам'ятника на честь 2000-річчя Різдва Христового в Харкові.

## Архиєрейське служіння
17 квітня 2000 постановою синоду (УПЦ МП) опреділено бути єпископом Ізюмським вікарієм Харківської єпархії.
20 квітня 2000 року в храмі прп. Феодосія Печерського Києво-Печерської Лаври пострижений у чернецтво з ім'ям Онуфрій, на честь священномученика Онуфрія (Гагалюка). 
21 квітня 2000 року Володимиром Сабоданом возведений у сан архімандрита, наречений в єпископа Ізюмського, вікарія Харківської єпархії УПЦ МП.
22 квітня 2000 в трапезному храмі Києво-Печерської Лаври хіротонізований у сан єпископа. 
8 липня 2003 у Християнській богословській академії у Варшаві захистив магістерську дисертацію «Харківська єпархія (1850—1992 рр.). Історико-канонічне дослідження».
2003 року отримав обов'язки намісника Свято-Покровського чоловічого монастиря (УПЦ МП) в м. Харкові. 
У 2004 став член-кореспондентом Міжнародної кадрової академії.
20 травня 2007 возведений у сан архієпископа митрополитом Київським Володимиром (Сабоданом).
20 червня 2008 отримав звання почесного громадянина міста Харкова. 
27 листопада 2009 отримав учений ступінь почесного доктора Харківського національного університету внутрішніх справ.
16 вересня 2011 призначений тимчасовим керуючим Харківською єпархією.
8 травня 2012 рішенням синоду УПЦ (МП) призначений архієпископом Харківським і Богодухівським.
20 липня 2012 року рішенням синоду УПЦ (МП) призначений ректором Харківської духовної семінарії..
25 серпня 2012 року рішенням синоду УПЦ (МП) затверджений на посаді настоятеля Свято-Покровського чоловічого монастиря в Харкові.
23 листопада 2013 року возведений у сан митрополита.

## Нагороди

### Церковні

#### Російська православна церква
- Орден преподобного Сергія Радонезького II ступеня
- Орден святого рівноапостольного великого князя Володимира III ступеня
- Орден святого благовірного князя Данила Московського III ступеня

#### РПЦвУ
- Орден преподобного Нестора Літописця I ступеня
- Ювілейна медаль «Різдво Христове — 2000» I ступеня

#### Нагороди інших помісних церков
- Орден святої рівноапостольної Марії Магдалини II ступеня Польської православної церкви.

### Світські

#### Державні
- Орден «За заслуги» II ступеня (2 жовтня 2009 року) — за вагомий особистий внесок у розвиток духовності в Україні, багаторічну плідну церковну діяльність та з нагоди 210-річчя заснування Харківської єпархії Української православної церкви[6].
- Орден «За заслуги» III ступеня (30 вересня 1999) — за вагомий особистий внесок в утвердження ідей милосердя і злагоди в суспільстві та з нагоди 200-річчя Харківської єпархії[7].
- Відзнака Президента України — Ювілейна медаль «20 років незалежності України» (19 серпня 2011 року)[8].
- Почесна грамота Кабінету Міністрів України (9 листопада 2001) — за вагомий особистий внесок у духовне відродження України, активну благодійну діяльність, утвердження ідей милосердя і злагоди в суспільстві[9]
- Відзнака МВС України «За сприяння органам внутрішніх справ України» (14 жовтня 2009 року)
- Почесна грамота Харківської міської ради (23 січня 2008 року[10]

#### Інші
- «За заслуги» I ступеня Академії пожежної безпеки (17 жовтня 2003)
- Ювілейна відзнака «15 РОКІВ Інституту підготовки юридичних кадрів для служби безпеки України Національної Юридичної академії України імені Ярослава Мудрого» (22 серпня 2009)

## Родина
Має брата Яромира Легкого, який працює секретарем-референтом Харківського єпархіального управління та у 2010 році був обраний депутатом Харківської міської ради VI скликання. Його полісмени неодноразово зупиняли на його автівці у стані сп'яніння. Щодо нього виносилися судові ухвали: накладання штрафу та позбавлення прав за кермування у нетверезому стані. У січні 2021 року, будучи в нетверезому стані, спровокував у Харкові ДТП з потерпілими.